# Ralph Moody
Pour les articles homonymes, voir Moody.
Ralph Moody est un acteur américain, né le 5 novembre 1886 à Saint-Louis (Missouri), mort le 16 septembre 1971 à Burbank (Californie).

## Biographie
Acteur de théâtre au début de sa carrière, Ralph Moody commence sa carrière audiovisuelle à l'âge de 62 ans en interprétant des seconds rôles de caractère ou des petits rôles non crédités en particulier dans le domaine du western, personnifiant notamment des chefs indiens  au cinéma et à la télévision.
Il contribue à quarante-neuf films américains, les deux premiers sortis en 1948. Suivent entre autres L'Affaire de Trinidad de Vincent Sherman (1952, avec Rita Hayworth et Glenn Ford), La Dernière Chasse de Richard Brooks (1956, avec Robert Taylor et Stewart Granger), Simon le pêcheur de Frank Borzage (1959, avec Howard Keel et Susan Kohner), ou encore Un direct au cœur de Phil Karlson (1962, avec Elvis Presley et Gig Young).
Son dernier film est La Poursuite impitoyable d'Arthur Penn (avec Marlon Brando et Angie Dickinson), sorti en 1966.
Pour la télévision américaine, outre deux téléfilms (1961-1971), Ralph Moody joue dans cent-sept séries, depuis The Lone Ranger (trois épisodes, 1949-1950) jusqu'à Insight (un épisode diffusé en 1972, année suivant sa mort à 84 ans, en 1971).
Entretemps, citons La Flèche brisée (cinq épisodes, 1956-1958), Perry Mason (cinq épisodes, 1958-1964), ainsi que Bonanza (six épisodes, 1960-1971).

## Filmographie

### Cinéma
- 1949 : Square Dance Jubilee de Paul Landres : le chef indien
- 1950 : Mississippi-Express (Rock Island Trail) de Joseph Kane : Keokuk
- 1950 : La Cible humaine (The Gunfighter) d'Henry King : un villageois
- 1951 : Montagne rouge (Red Mountain) de William Dieterle : George Meredyth
- 1951 : Le Gouffre aux chimères (Ace in the Hole) de Billy Wilder : le vieux mineur Kusac
- 1952 : En route vers Bali (Road to Bali) d'Hal Walker : Bhoma Da
- 1952 : My Man and I de William A. Wellman : Rogers
- 1952 : L'Affaire de Trinidad (Affair in Trinidad) de Vincent Sherman : le coroner
- 1953 : Qui est le traître ? (Tumbleweed) de Nathan Juran : Aguila
- 1953 : L'Expédition du Fort King (Seminole) de Budd Boetticher : Kulak
- 1953 : Salomé (Salome) de William Dieterle : le vieux savant
- 1953 : L'Héroïque Lieutenant (Column South) de Frederick de Cordova : Joe « Copper Face »

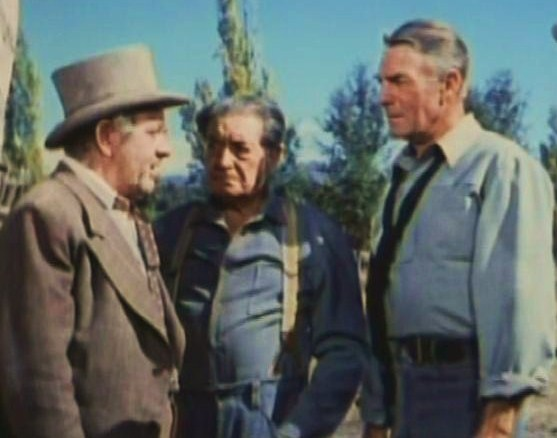
De g. à d. : Chubby Johnson, Ralph Moody et Randolph Scott, dans Les Rôdeurs de l'aube (1955)

- 1955 : Une étrangère dans la ville (Strange Lady in Town) de Mervyn LeRoy : le général Lew Wallace
- 1955 : L'Aventure fantastique (Many Rivers to Cross) de Roy Rowland : Sandak
- 1955 : Horizons lointains (The Far Horizons) de Rudolph Maté : Le Borgne
- 1955 : La Peur au ventre (I Died a Thousand Times) de Stuart Heisler : « Pa » Goodhue
- 1955 : Les Rôdeurs de l'aube (Rage at Dawn) de Tim Whelan : Noah Euall
- 1956 : La Dernière Chasse (The Last Hunt) de Richard Brooks : l'agent en territoire indien
- 1956 : La Vengeance de l'Indien (Reprisal !) de George Sherman : Matara
- 1957 : L'Indien blanc (en) (Pawnee) de George Waggner : le chef Wise Eagle
- 1958 : Cri de terreur (Cry Terror!) d'Andrew L. Stone : le dentiste d'Eileen
- 1959 : Simon le pêcheur (The Big Fisherman) de Frank Borzage : le vieux pharisien
- 1959 : Fais ta prière... Tom Dooley (The Legend of Tom Dooley) de Ted Post : le docteur Henry
- 1960 : L'Histoire de Ruth (The Story of Ruth) d'Henry Koster : Cleshed
- 1961 : Les Cavaliers de l'enfer (Posse from Hell) d'Herbert Coleman : Henry
- 1961 : Le Héros d'Iwo-Jima (The Outsider) de Delbert Mann
- 1962 : Un direct au cœur (Kid Galahad) de Phil Karlson : Peter J. Prohosko
- 1965 : Le Mors aux dents (The Rounders) de Burt Kennedy : le vétérinaire
- 1966 : La Poursuite impitoyable (The Chase) d'Arthur Penn : un citoyen

### Télévision
(séries)
- 1949 : The Lone Ranger

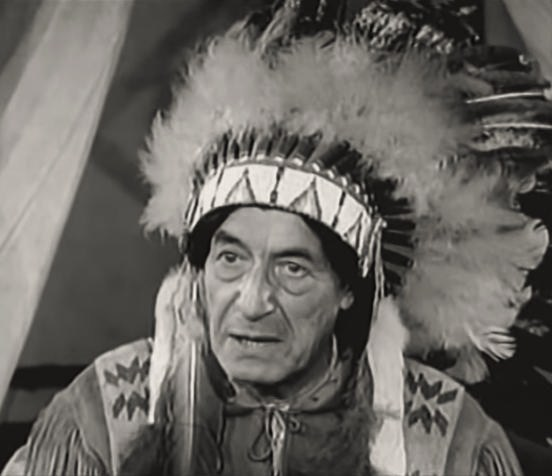
Dans la série The Lone Ranger, épisode Les Rebelles (1949)

  - Saison 1, épisode 8 Les Rebelles (The Renegades, 1949 - le chef Swift Eagle), épisode 40 L'Homme sans arme (Man Without a Gun, 1950 - le chef Red Hawk) et épisode 44 La Magie de l'homme blanc (White Man's Magic, 1950 - le chef White Eagle)
- 1954-1959 : Rintintin (The Adventures of Rin Tin Tin)
  - Saison 1, épisode 12 Blood Brothers (1954) de Douglas Heyes : Wynoki
  - Saison 2, épisode 1 The Bugle Call (1955 - le sergent Ed Fallon) et épisode 31 Attack on Fort Apache (1956 - Wynoki) de Douglas Heyes
  - Saison 3, épisode 8 Return of Rin Tin Tin (1956 - Walking Bear) de Lew Landers, épisode 15 Racing Rails (1956 - Tom Dunnegan) de Lew Landers et épisode 30 The Old Soldier (1957 - Silas Gunn) de Lew Landers
  - Saison 5, épisode 15 Ol' Betsy (1959) de William Beaudine : White Water
- 1955 : Les Aventures de Superman (Adventures of Superman)
  - Saison 3, épisode 6 Test of a Warrior de George Blair : le sorcier Okatee
- 1955 : Lassie
  - Saison 2, épisode 12 The Clown de Lesley Selander : le clown Tops
- 1956 : Le Choix de... (Screen Directors Playhouse)
  - Saison unique, épisode 16 Recherché pour meurtre (No. 5 Checked Out) d'Ida Lupino : Jarvis
- 1956 : Alfred Hitchcock présente (Alfred Hitchcock Presents)
  - Saison 1, épisode 33 Le Clocher (The Belfry) d'Herschel Daugherty : un citoyen
- 1956-1957 : Circus Boy
  - Saison 1, épisode 6 Casey Rides Again (1956 - Casey Perkins), épisode 9 White Eagle (1956 - le chef Spotted Horse) et épisode 23 Corky's Big Parade (1957 - Ezra Hillman)
  - Saison 2, épisode 5 Return of Casey Perkins (1957) : Casey Perkins
- 1956-1958 : La Flèche brisée (Broken Arrow)
  - Saison 1, épisode 6 Medicine Man (1956) de John English : Nochalo
  - Saison 2, épisode 13 White Savage (1957) d'Albert S. Rogell, épisode 24 Panic (1958) de Ralph Murphy, épisode 29 Turncoat (1958) de Ralph Murphy et épisode 31 Bear Trap (1958) de Ralph Murphy : Nachato / Nochalo
- 1956-1960 : Cheyenne
  - Saison 1, épisode 12 Fury at Rio Hondo (1956) de Leslie H. Martinson : Pete
  - Saison 4, épisode 7 Gold, Glory and Custer – Prelude (1960) de George Waggner : Slow Bull
- 1957-1960 : La Grande Caravane (Wagon Train)
  - Saison 1, épisode 4 The Ruth Owens Story (1957) de Robert Florey : l'oncle Foster Carr
  - Saison 3, épisode 21 The Tom Tuckett Story (1960) d'Herschel Daugherty : le chef Black Hawk
- 1958 : Au nom de la loi (Wanted: Dead or Alive)
  - Saison 1, épisode 2 Faux et usage de faux (Fatal Memory) de Thomas Carr : Victor Flam
- 1958-1964 : Perry Mason, première série
  - Saison 1, épisode 17 The Case of the Sun Bather's Diary (1958) de Ted Post : George L. Ballard
  - Saison 2, épisode 24 The Case of the Calendar Girl (1959) d'Arthur Marks : Harvey Dennison
  - Saison 3, épisode 6 The Case of Paul Drake's Dilemma (1959) de William D. Russell : Jacob Wiltzy
  - Saison 7, épisode 11 The Case of the Bouncing Boomerang (1963) de Jesse Hibbs : M. Morgan
  - Saison 8, épisode 10 The Case of the Reckless Rockhound (1964) de Jesse Hibbs : Jenkins
- 1959 : Bat Masterson
  - Saison 1, épisode 25 Deadline de John Rich : le chef indien
- 1959 : Monsieur et Madame détective (The Thin Man)
  - Saison 2, épisode 29 Nora Goes Over the Wall : le facteur
- 1959-1960 : Peter Gunn
  - Saison 1, épisode 20 Pecos Pete (1959) de Robert Ellis Miller : Phineas Merryweather
  - Saison 2, épisode 21 The Hunt (1960) de Jack Arnold : le propriétaire de la station
- 1959-1966 : Gunsmoke ou Police des plaines (Gunsmoke ou Marshal Dillon)
  - Saison 4, épisode 39 Cheyennes (1959) de Ted Post : Long Robe
  - Saison 5, épisode 36 The Bobsy Twins (1960) de Jesse Hibbs : Harvey Finney
  - Saison 8, épisode 16 Old Comrade (1962) : Kip
  - Saison 9, épisode 17 Friend (1964) : Finley
  - Saison 11, épisode 24 Honor Before Justice (1966) : Joseph-Walks-In-Darkness
- 1960-1963 : L'Homme à la carabine (The Rifleman)
  - Saison 2, épisode 18 The Visitor (1960 - Jonathan Dodd) de Joseph H. Lewis, épisode 21 The Spoiler (1960 - Roy Merrick) de Joseph H. Lewis et épisode 36 The Hangman (1960 - Eban Muchen) de Joseph H. Lewis
  - Saison 3, épisode 15 Six Years and a Day (1961) de Paul Wendkos, épisode 18 The Actress (1961) de Joseph H. Lewis, épisode 24 Dark Day at North Fork (1961) de Paul Landres et épisode 30 The Mescalero Curse (1961) de Jesse Hibbs : Doc Burrage
  - Saison 4, épisode 20 The Man from Salinas (1962) de Lawrence Dobkin : Doc Burrage
  - Saison 5, épisode 4 Quiet Night, Deadly Night (1962) d'Arnold Laven, épisode 8 Mark's Rifle (1962) d'Arnold Laven, épisode 13 Conflict (1962) et épisode 22 Requiem at Mission Springs (1963) : Doc Burrage
- 1960-1971 : Bonanza
  - Saison 1, épisode 16 Le Grand Rouge (El Toro Grande, 1960) de Christian Nyby : le chef indien
  - Saison 5, épisode 13 La Fleur de l'âge (The Prime of Life, 1963 - Gabe) de Christian Nyby et épisode 26 Le Cousin de Muley Jones (The Saga of Muley Jones, 1964 - le chef White Bear) de John Florea
  - Saison 7, épisode 16 Un chasseur de bisons à Ponderosa (To Kill a Buffalo, 1966) de William F. Claxton : le vieil indien Pete
  - Saison 11, épisode 14 It's a Small World (1970) de Michael Landon : Clarke
  - Saison 13, épisode 1 The Grand Swing (1971) de William F. Claxton : Tall Pony
- 1961-1962 : Les Incorruptibles (The Untouchables)
  - Saison 3, épisode 7 Jeu de patience (Jigsaw, 1961) de Paul Wendkos : le propriétaire
  - Saison 4, épisode 9 L'École de la mort (Come and Kill e, 1962) de Robert Gist : M. Pettit
- 1962 : La Quatrième Dimension (The Twilight Zone)
  - Saison 3, épisode 23 Les Funérailles de Jeff Myrtlebank (The Last Rites of Jeff Myrtlebank) : « Pa » Myrtlebank
- 1962-1963 : Ben Casey
  - Saison 1, épisode 29 Preferably, the Less-Used Arm (1962) de Fielder Cook : Amos Velie
  - Saison 2, épisode 26 Father Was an Intern (1963) : George Clarkson
- 1964 : L'Homme à la Rolls (Burke's Law), première série
  - Saison 2, épisode 11 Who Killed Merlin the Great? de Richard Kinon : le gardien du cimetière
- 1964-1965 : Daniel Boone
  - Saison 1, épisode 7 The Sound of Wings (1964) : Charlie Crow
  - Saison 2 épisode 14 The Christmas Story (1965) : Grey Cloud
- 1964-1966 : Les Aventuriers du Far West (Death Valley Days)
  - Saison 13, épisode 9 Tribute to the Dog (1964) d'Harmon Jones : Andrew Cody
  - Saison 15, épisode 4 Brute Angel (1966) de Denver Pyle : Pop Handley
- 1965 : Les Mystères de l'Ouest (The Wild Wild West)
  - Saison 1, épisode 14 La Nuit du phare hurlant (The Night of the Howling Light) de Paul Wendkos : Ho-Tami
- 1967 : Des agents très spéciaux (The Man from U.N.C.L.E.)
  - Saison 4, épisode 13 Le Fusil moléculaire (The Maze Affair) de John Brahm : le vieil homme
- 1967 : Sur la piste du crime (The F.B.I.)
  - Saison 3, épisode 12 The Legend of John Rim d'Alvin Ganzer : Swyer
- 1969 : Madame et son fantôme (The Ghost and Mrs. Muir)
  - Saison 1, épisode 15 Dear Delusion de Gary Nelson : Dr Jim Meade
- 1969 : Auto-patrouille (Adam-12)
  - Saison 2, épisode 6 Log 103: A Sound Like Thunder de Joseph Pevney : Gus Archer
- 1969 : Max la Menace (Get Smart)
  - Saison 5, épisode 11 Y'a pas photo...vieille (Age Befory Duty) : Carruthers
- 1972 : Insight, épisode Ride a Turquoise Pony d'Hal Cooper : un vieil indien